# Peter Dietz (Unternehmer)
Peter Dietz (* 24. Februar 1933; † 22. Juli 2023) war ein deutscher Unternehmer, der von 1968 bis zu deren Übernahme 1983 durch Norsk Data die Computerfirma Dietz-Computer-Systeme in Mülheim an der Ruhr leitete. In der Firma war er schon seit deren Gründung durch seinen Vater Heinrich Dietz 1951 aktiv. Die Firma war zuletzt einer der zehn größten Computerhersteller Deutschlands mit über 500 Mitarbeitern.

## Leben
Dietz studierte Physik an der RWTH Aachen und wurde an der Universität Dortmund in Informatik promoviert. 1968 wurde er geschäftsführender Gesellschaft in der Familienfirma für industrielle Elektronik, die unter seiner Leitung zu einem Hersteller universell einsetzbarer Computersysteme mittlerer Größe wurde. Ab 1985 hatte er viele Jahre einen Lehrauftrag für Informatik an der Universität Dortmund und hat außerdem mit seinen Söhnen eine Beratungsfirma (TakeOff) für Startups und Risikokapitalfinanzierung.
Er beriet die Bundesregierung und EU und war 1984 Initiator der Gründung von Zenit (Zentrum für Innovation und Technik NRW) sowie 1987 der privatwirtschaftlichen Entwicklungsgesellschaft Neu-Oberhausen. Dietz schrieb ein Buch über die Anfangsjahre der deutschen Computerindustrie.
In der zweiten Hälfte der 1990er Jahre hat er als Gastdozent am Fachbereich Informatik der Universität Dortmund Seminare zur Unternehmensgründung („Entrepreneurship“) und über Künstliche Intelligenz („Menschengleiche Maschinen“) durchgeführt.

## Schriften
- Aufbruchsjahre, InnoVatio Verlag, Bonn, Fribourg 1995
- Menschengleiche Maschinen, Telepolis, Heise-Verlag, Hannover 22. Dezember 2003
- Menschengleiche Maschinen, Bühler und Heckel, Berlin 2003, ISBN 3-9809237-0-3